# Megachile atricoma
Megachile atricoma är en biart som beskrevs av Joseph Vachal 1908. Megachile atricoma ingår i släktet tapetserarbin, och familjen buksamlarbin. Inga underarter finns listade i Catalogue of Life.